# Bourghelles
 Bourghelles  es una población y comuna francesa, en la región de Norte-Paso de Calais, departamento de Norte, en el distrito de Lille y cantón de Cysoing.

## Demografía
| 841 | 922 | 1132 | 1160 | 1232 | 1418 |
| Para los censos de 1962 a 1999 la población legal corresponde a la población sin duplicidades (Fuente: INSEE [Consultar]) |     |      |      |      |      |